# 拉傷

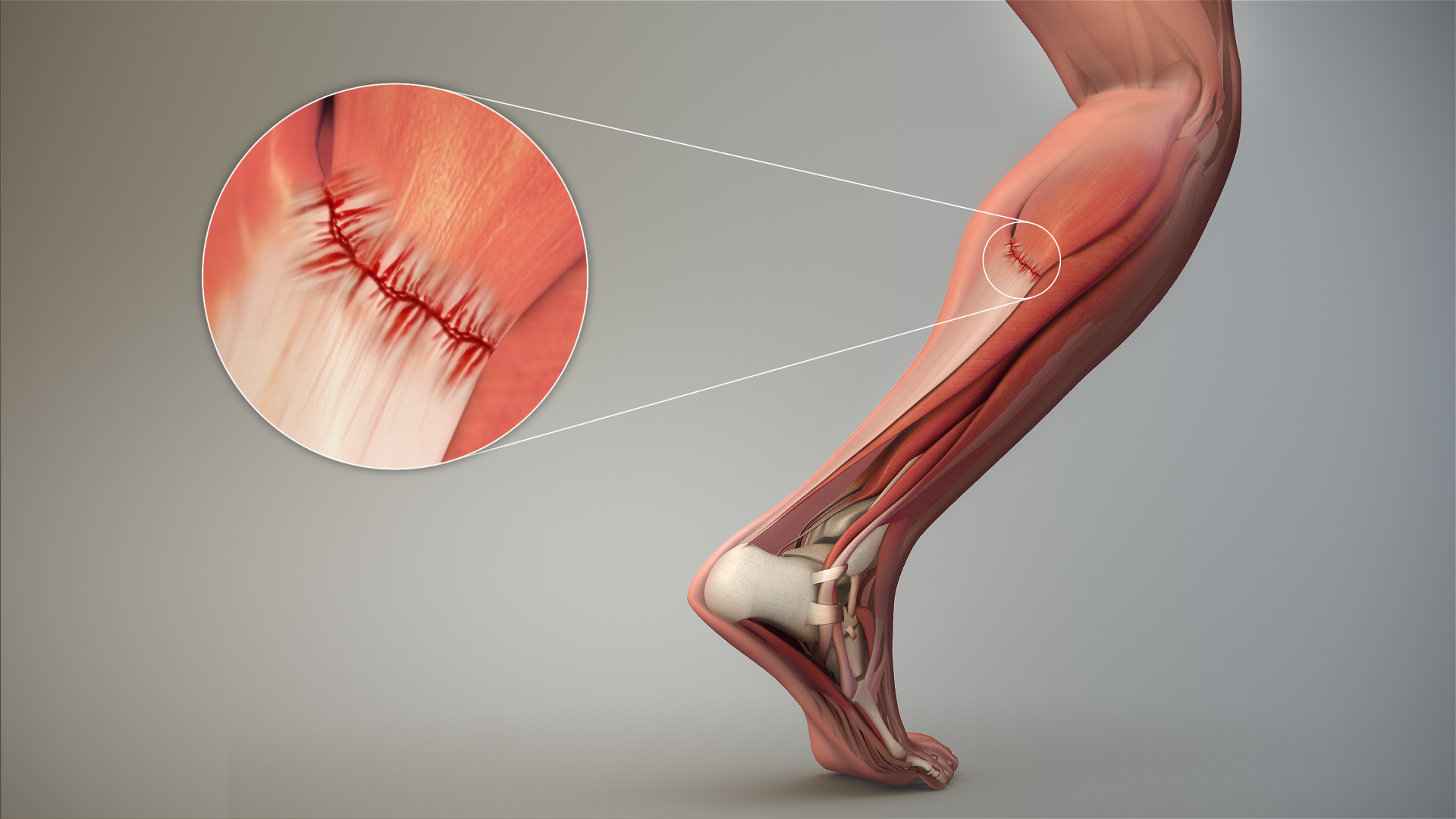
拉傷示意圖

拉傷是指肌肉、腱等地方發生的急性或慢性软组织损伤，而韧带處如果受伤則稱之為扭伤。通常肌肉或腱都可以適度拉伸，但如果人在鍛煉或參與其他活动時的時長、强度或频率突然增加，會導致肌肉、腱承受的壓力過大，從而導致拉傷。扭伤最常發生的部位是脚、腿或背部。拉傷後通常要採取五个步骤來緩解，即保护（protection）、休息（rest）、冰敷（ice）、壓迫（compression）、抬高（elevation）。